# Ferula karataviensis
Ferula karataviensis är en flockblommig växtart som först beskrevs av Eduard August von Regel och Johannes Theodor Schmalhausen, och fick sitt nu gällande namn av Jevgenij Korovin och Nikolai Vasilievich Pavlov. Ferula karataviensis ingår i släktet stinkflokesläktet, och familjen flockblommiga växter. Inga underarter finns listade i Catalogue of Life.